# 吳家崗戰鬥
吳家崗戰鬥發生於1933年11月12日，地點則是在中國贛南。是國共內戰前期主要戰鬥之一，交戰一方為中華民國國民革命軍，另一方則為中國共產黨所領導之中國工農紅軍。戰鬥末了，國軍攻佔該重要據點，共軍撤退至黃獅渡。